# سوكغرام
سوكغرام هي مغارة وصومعة وجزء من معبد بلغكسا. تبعد المغارة أربعة كيلومترات شرق المعبد على جبل توهام في جنهيون دونغ غيونغجو في مقاطعة غيونغسانغ الشمالية في كوريا الجنوبية. المغارة هي الكنز الوطني لكوريا الجنوبية رقم 24، وأختيرت كذلك في سنة 1962. تطل المغارة على بحر اليابان (البحر الشرقي) وترتفع 750 متراً عن سطح البحر. في 1995 أضيفت المغارة إلى قائمة التراث العالمي التابعة لليونسكو مع معبد بلغكسا. تضم المغارة أحد أجمل المنحوتات البوذية الكورية في العالم.
يُعتقد أن المعبد بُني على يد كم داي سونغ وسمي في الأصل «سوكبُلسا» (석불사 / معبد بودا الحجري) بدأت أعمال البناء إما في 742 عندما استقال كم من منصبه في الحكومة أو في 751 (السنة العاشرة من حكم الملك غيونغدوك ملك شلا) كانت هذه الفترة هي العصر الذهبي لثقافة شلا الموحدة. أنتهي من المغارة في سنة 774 بعد وفاة كم بوقت قصير. أسطورة قديمة تقول أن كم تجسد مرة أخرى لأعمال البر التي قام بها في حياته السابقة. تقول الأسطورة أيضاً أن معبد بلغكسا كان مكرساً لوالدي كم في حياته الحالية أما في حياته السابقة فإن المغارة كانت مكرسة لوالديه.
تُعد المغارة واحدة من الأماكن الأكثر زيارة في كوريا الجنوبية، وخصوصاً من أجل رؤسة شروق الشمس بالقرب من تمثال بودا الجالس.